# Anachalcoplacis
Anachalcoplacis is een geslacht van kevers uit de familie bladkevers (Chrysomelidae).
De wetenschappelijke naam van het geslacht werd in 1983 gepubliceerd door Bechyne.

## Soorten
- Anachalcoplacis tenella Bechyne, 1983